# 李國強 (1967年)
李国强（1967年9月—），男，吉林农安人，中共党员，中华人民共和国政治人物。

## 人物经历
李国强曾担任长春市财政局副局长，中共长春市宽城区委副书记，榆树市人民政府市长、中共榆树市委书记。李国强在榆树市任内因对榆树市粮食生产工作成绩突出而于2011年获得国务院表彰。
其后，李国强升任吉林省农业委员会主任。2017年3月，转任中共通化市委书记，但不到七个就转任同省粮食局（粮食和物资储备局）局长。2020年9月，转任吉林省人民政府副秘书长，并保留正厅级待遇。2021年，任吉林省发展与改革委员会主任。
2023年1月，当选为吉林省人民政府副省长。
2025年3月28日，任中粮集团董事长、党组书记。